# Kane
Glenn Thomas Jacobs  (6. travnja 1967.) je američki profesionalni hrvač, glumac, biznismen, političar. Kao Republikanac obnaša dužnost gradonačelnika grada Knox County, Tennessee. U profesionalnom hrvanju, prije nego što se pridružio World Wrestling Federation (WWF, današnjem WWE-u) 1995., Jacobs je potpisao ugovor s WWE-om gdje od 1997. nastupa pod imenom Kane. Profesionalnu karijeru u hrvanju započeo je 1992. godine hrvajući se na indy promocijama kao što su Smoky Mountain Wrestling (SMW) i United States Wrestling Association (USWA). Jakob igra svoju ulogu kao demon Kane, gdje se predstavlja kao čudovište, tj. mentalno-poremećenog piromanskog demoma koji povremeno tu ulogu obnaša sa svojim demonskim polubratom Undertakerom kao rivali ili u timu kao The Brothers of Destruction.
Nakon debija Kane je ostao kao ključna figura u WWF-ovoj "Attitude Eri" od kasnijih 90-ih do 2000-ih porazivši glavnog simbola Attitude Ere Stonea Colda Stevea Austina za WWF Championship u svom prvom pay-per-view (PPV) glavnom događaju u King of the Ringu u lipnju 1998. On nastavlja biti na glavnim događajima na PPV ulaznicama i kroz 2018. kad se bio hrvao kroz više događaja (evenata) nego bilo performer u WWF/WWE povijesti.
U WWE-u Kane je trostruki world champion (držeći jedan put WWF Championship, ECW Championship and World Heavyweight Championship) i dvanaestostruki world tag team prvak (držeći naslove World Tag Team Championship, WCW Tag Team Championship and WWE Tag Team Championships s raznim profesionalnim hrvačima). Kane je, također dvostruki Intercontinental Champion i Money in the Bank pobjednik, kao i treći čovjek koji je oborio WWE-ov Grand Slam prvak. Kane također drži rekord za najviše eliminacija u sudjelovanju na Royal Rumble meču eliminirajući njih 44.

## Vanjske poveznice
- Glenn Jacobs na (aka Kane) Facebooku
- Glenn Jacobs (aka Kane) na Twitteru
- Kane na WWE.com
- Glenn Jacobs na IMDb-u